# Skiren (Bettna socken, Södermanland)
Skiren är en sjö i Flens kommun i Södermanland och ingår i Nyköpingsåns huvudavrinningsområde. Sjön har en area på 0,0567 kvadratkilometer och ligger 33,7 meter över havet.

## Delavrinningsområde
Skiren ingår i det delavrinningsområde (653553-153632) som SMHI kallar för Utloppet av Täljaren. Medelhöjden är 39 meter över havet och ytan är 14,66 kvadratkilometer. Det finns inga avrinningsområden uppströms utan avrinningsområdet är högsta punkten. Täljareån som avvattnar avrinningsområdet har biflödesordning 2, vilket innebär att vattnet flödar genom totalt 2 vattendrag innan det når havet efter 51 kilometer. Avrinningsområdet består mestadels av skog (40 procent), öppen mark (12 procent) och jordbruk (27 procent). Avrinningsområdet har 1,98 kvadratkilometer vattenytor vilket ger det en sjöprocent på 13,5 procent.